# Língua evenki
Evenki ou evenque (também chamada Ewenki, Ewenke, Owenke, Solon, Suolun) é a língua mais falada dentre as tungúsicas do norte, grupo que inclui também as línguas even e  negigal. É falada pelos evenques na Rússia, Mongólia e China.

## Descrição
Em algumas áreas onde vivem evenques a influência dos idiomas iacuta e do buriato é bastante forte. A influência do russo vem crescendo (em 1979, 75.2 % dos evenques falavam Russo, em 2002 já eram 92.7%). A língua evenque apresenta significativas variações entre seus dialetos, que se dividem nos grupos Norte, Sul e Leste. Esses grupos se dividem ainda em dialetos menores. A língua escrita dos Evenkis no tempo da União Soviética foi criada em 1931, com base no alfabeto latino. Desde 1937, porém, é usado o alfabeto cirílico Na China é escrita no alfabeto mongol. 

## Ortografia
A escrita Cirílica é usadas pelos Evenkis que vivem na Rússia..
| А а | Б б | В в | Г г | Д д | Е е | Ё ё | Ж ж |
| З з | И и | Й й | К к | Л л | М м | Н н | Ӈ ӈ |
| О о | П п | Р р | С с | Т т | У у | Ф ф | Х х |
| Ц ц | Ч ч | Ш ш | Щ щ | Ъ ъ | Ы ы | Ь ь | Э э |
| Ю ю | Я я |     |     |     |     |     |     |

### Externas
- «Entry for Evenki at Rosetta Project»